# One Way System
One Way System est un groupe de street punk britannique, originaire de Fleetwood, dans le Lancashire, en Angleterre. Le groupe est actif de 1979 jusqu'à 1986, année où il s'est dissous. Il est reformé en 1995.

## Biographie

### Débuts
La formation originale de One Way System comprend Craig Halliday (guitare), Gavin Whyte (chant), Tez Mcdonald (batterie) et Gaz Buckley (basse). Une démo du morceau Jerusalem enregistrée par cette formation est plus tard incluse dans la compilation A Country Fit For Heroes publiée en janvier 1982 - qui atteint la quatrième place de l'UK Indie Chart. David Ross se joint au groupe de Poulton-Le-Fylde, Zyklon B comme second guitariste, et en 1981 publie l'EP No Entry : face A Stab The Judge b/w Riot Torn City et Me and You, qui fait participer les cinq musiciens.

### Stab the Judge
Le premier morceau enregistré par One Way System est Stab the Judge financé par Craig Halliday grâce à l'héritage de sa grand-mère. Après quelques changements de personnel (Tez Mcdonald rejoint The Fits et Craig Halliday part), la formation comprend désormais Gav Whyte au chant, Dave « Crabby » Ross à la guitare, Gary Buckley à la basse et Tommy Couch à la batterie.

### Give Us a Future
Le single Give Us a Future (Halliday, Couch, Whyte, Ross et Buckley) est la première sortie du label Anagram Records, succursale de Cherry Red Records en 1982. La même année, Anagram réédite aussi No Entry sous l'EP Stab the Judge et la version single de Jerusalem. One Way System devient le premier groupe à signer chez Anagram avec la sortie de l'album All Systems Go suivi par le succès de Give Us a Future dans les classements britanniques, et des éloges par le magazine Sounds.

### Evolution et séparation
Entre 1982 et 1984, le groupe compte cinq singles ayant atteint le top cinq et deux qui ont atteint le top vingt,. Une tournée sur la côte Ouest américaine avec Circle Jerks en 1984 est annulée lorsque Keith Morris se brise la nuque, un événement qui les empêchera de jouer avec Suicidal Tendencies comme prévu. En 1985, Gav Whyte est remplacé au chant par Andy Gibson du groupe punk local The Genocides et le groupe reste signé chez  Anagram jusqu'à sa séparation en 1986.

### Reformation
Le groupe se reforme en 1995. Ils sortent l'album Waiting for Zero au label GMM en 1998, et Cherry Red sort Singles Collection en 2003. Plus tard, Lee Havok est remplacé par ukNige (ex-of Pink Torpedoes et Sick 56) au chant, et ukNige est remplacé par Jay Susel. En 2011, Couch et Wilkinson, restant au sein de One Way System, se joignent au chanteur Dunk Rock (UFX) et au guitariste Tony Mitchell (Kiss of the Gypsy) dans le groupe de psychobilly Boneyard Zombies,.

## Discographie

### Albums studio
- 1982 : All Systems Go (Anagram)
- 1983 : Writing On the Wall (Anagram Records)
- 1995 : The Best of One Way System (Anagram Records)
- 1996 : Forgotten Generation (Cleopatra Records)
- 1997 : Return In Breizh Live (Visionary Records)
- 1997 : Gutter Box Album Collection (coffret triple-LP, Get Back Records)
- 1999 : Waiting For Zero (GMM)
- 2003 : Singles Collection (Cherry Red)
- 2013 : Car Bombs In Babylon (non publié)

### Singles
- 1982 : Stab the Judge / Riot Torn City
- 1982 : Give Us a Future / Just Another Hero
- 1983 : Jerusalem / Jackie Was a Junkie
- 1983 : Cum on Feel the Noize / Breakin' In
- 1984 : This Is the Age / Into the Fires (Anagram)
- 1984 : Visions of Angels (Anagram)
- 1988 : OWS Live In Rennes (7" EP, Mass Productions France)
- 1996 : Believe Yourself / Search Your Soul (Bricks Records Japan)
- 1997 : Leave Me Alone (Cleopatra Records USA)
- 1998 : Not Your Enemy / Shut Up (7", Soap and Spikes Records Canada)
- 2011 : Masks of Society

### Compilations
- A Country Fit For Heroes (Compilation Album) Jerusalem (No Future Records) - 1982
- All Systems Go (Video), Live in Manchester (Jettisoundz) - 1983
- Punk And Disorderly vol. 3 ('Give Us a Future' (Anagram Records) - 1983
- Singles Collection (CD, Cherry Red 2003)
- Give Us A Future (The History Of Anagram Records 1982-1987) (Compilation Album) Give Us a Future, Jerusalem (Anagram Records) - 2005
- The Ugly Truth About Blackpool (Compilation Album) Jerusalem (Just Say No To Government Music) - 2005
- The Ugly Truth About Blackpool, Vol.2 (Compilation Album) This Could Be You (Just Say No To Government Music) - 2006
- Still Our Future You`re Messing Up (Compilation Album) Kick In The Head & This Could Be You -(Vile Records) - 2010
- Masks of Society (Music Video) - 2011